# Elliott Cutoff

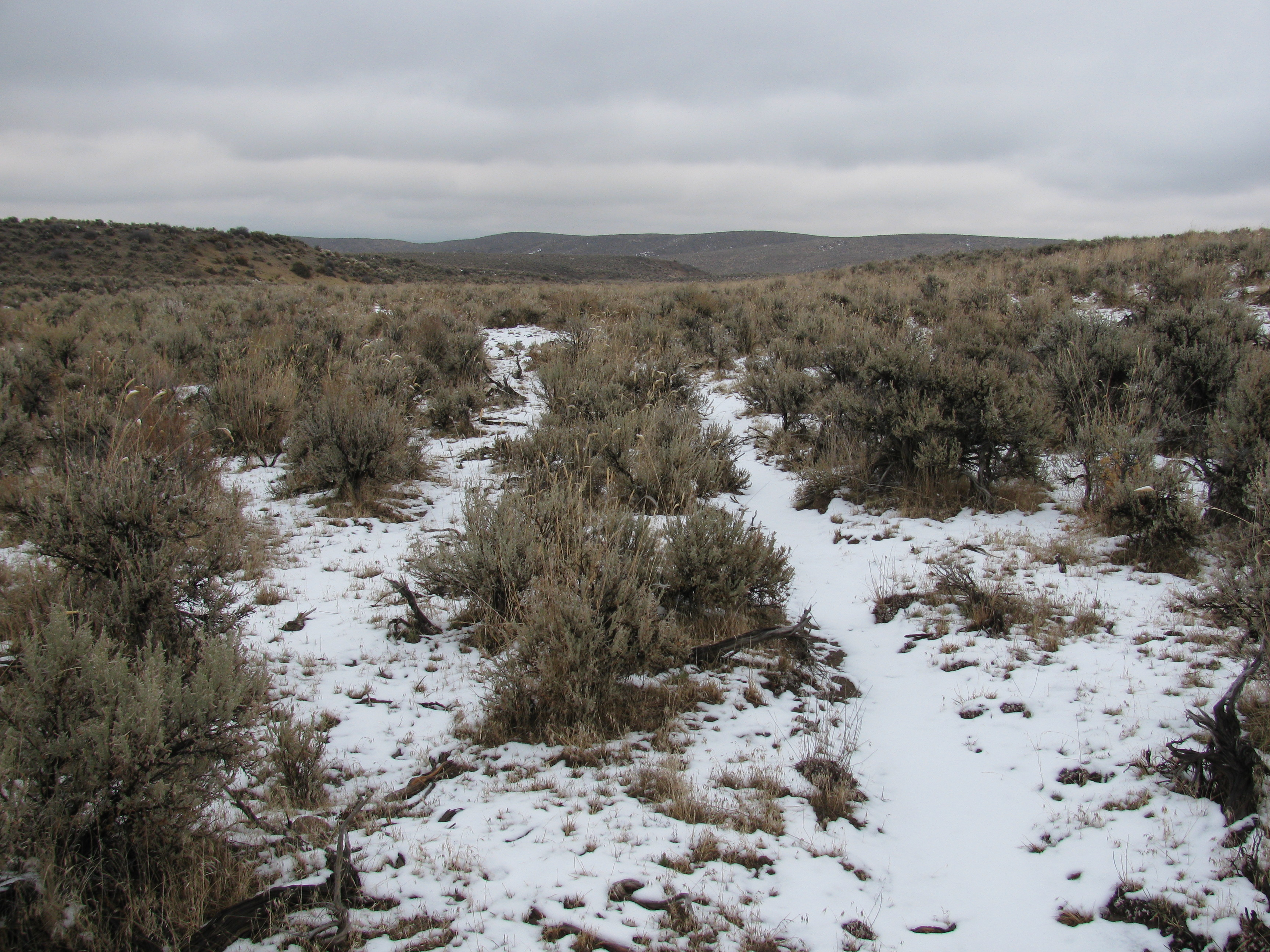
Meek Cutoff et Elliott Cutoff près de Westfall.

L’Elliott Cutoff (« raccourci d'Elliott ») était, lors de la conquête de l'Ouest, une route de chariots bâchés qui bifurque de la piste de l'Oregon à proximité de la rivière Malheur, proche de ce qui est actuellement Vale, États-Unis.
La première partie de la route était à l'origine connue sous le nom de Meek Cutoff (en) (« raccourci de Meek ») d'après Stephen Meek, un ancien trappeur qui a amené plus d'un millier d'émigrés dans le bassin de Harney en 1845. À cause des problèmes du chemin de fer, les émigrants ont quitté le Meek Cutoff et se sont divisés en groupes. Ils se ont pris la direction du nord à la rivière Deschutes et ont finalement repris la piste de l'Oregon traditionnelle près de The Dalles. En 1853, un autre groupe a quitté la piste de l'Oregon à Vale. Ces émigrants étaient dirigé par Elijah Elliott et ont suivi, à quelques exceptions près, l'itinéraire du Meek Cutoff. Cependant au lieu de prendre la direction vers le nord à la rivière Deschutes, Elliott a pris la direction du sud pour remonter la rivière Deschutes. Cette nouvelle route traverse la chaîne des Cascades dans le col Willamette et était connue sous le nom de Free Emigrant Road (« route de l'émigrant gratuite »), car aucun droit de passage n'était perçu sur cette route.

## Histoire
Lorsque les émigrants partirent pour l'Oregon, la majorité d'entre eux empruntèrent la piste de l'Oregon pour atteindre la région de Portland. Une fois arrivés dans l'ouest Oregon, il n'était pas pratique d'aller trop loin dans le sud, donc la plupart des émigrants s'installèrent dans le nord-ouest Oregon. 
Au début des années 1850, les habitants de la haute vallée de la Willamette tentèrent d'attirer davantage d'émigrants dans l'Oregon du centre. L'une des suggestions était de construire une route passant par la chaîne des Cascades, qui conduirait directement les émigrants vers la haute vallée. Cette route leur permettrait de gagner plus de 210 km, leur éviterait d'effectuer la difficile traversée à l'embouchure de la rivière Deschutes, et le choix épineux d'atteindre Portland soit en bateau soit en empruntant la route Barlow.
Trouver un chemin en passant par la chaîne des Cascades relevait d'un défi, et plusieurs possibilités furent mises en avant, mais la plupart d'entre elles furent jugées impraticables. Un groupe fut finalement constitué afin d'analyser la situation et explorer ainsi le col Willamette. Ce fut en traversant ce col que les indiens klamath (en) firent du commerce avec les indiens Kalapuyas. Ce groupe d'enquête fut formé et fut connu sous le nom de Road Viewers. Parmi les hommes participant à cette enquête se trouvaient William Macy, John Diamond, William Tandy, Joseph Meador, Alexander King, Robert Walker, et un J. Clark.
Le 19 juillet 1852, Macy et Diamond firent une excursion préliminaire et traversèrent ce col. Pendant cette excursion, ils décidèrent de grimper un pic important afin d'en comprendre davantage sur ce terrain. Ce pic fut nommé pic Diamond en honneur à John Diamond. De cet endroit, ils réussirent à tracer un itinéraire sur la moitié est de la chaîne des Cascades jusqu'à la rivière Deschutes.
Les Road Viewers quittèrent la vallée de la Willamette le 20 août 1852. Une fois l'enquête terminée, ils tentèrent de suivre le chemin restant jusqu'à Vale, lieu où devait commencer le raccourci. Ils continuèrent en direction du nord-est jusqu'à ce qu'ils localisent les ornières des chariots de Meek, et ils les suivirent pour arriver non loin de la Crooked, pour atteindre finalement une crête appelée Steen's Ridge. Au sommet de cette crête, il y avait une indication gravée sur un rocher situé dans un cairn. On pouvait y lire l'inscription suivante: « T – 1852. » On pense que le rocher a été gravé par William Tandy, l'un des Viewers. Bien qu'il n'y ait jamais eu de déclaration officielle, il est évident que les Viewers étaient également à la recherche d'une mine appelée Lost Blue Bucket Mine (en), un endroit où certains émigrants de Meek avaient trébuché sur des pépites d'or.
De Steen's Ridge, les Viewers suivirent les ornières du chariot de Meek en direction du sud pour rejoindre Harney Basin. Ces ornières parcouraient les rives nord des lacs Harney (en) et Malheur. Ce fut à cet endroit précis que les Viewers furent attaqués par un groupe qu'ils supposaient appartenir à la tribu des Shoshones, bien qu'il s'agissait du territoire des Païutes du nord. La force d'attaque autochtone était composée de 14 cavaliers utilisant des fusils et de fantassins dotés d'arcs et de flèches. Macy, Clark, et Diamond furent blessés par des balles de mousquet et quatre chevaux furent tués par des flèches. Les Viewers perdirent leurs notes, leurs provisions et leurs spécimens géologiques.
Les Viewers fuirent vers le nord et finirent par atteindre la piste de l'Oregon, qui longeait la rivière Burnt. Un couple de médecins passait par là à cette époque et fut en mesure d'aider les blessés. De là, ils retournèrent jusqu'à la vallée de la Willamette en empruntant la piste de l'Oregon et rentrèrent chez eux. Une fois leur aventure terminée, ils présentèrent un rapport qui était très optimiste, compte tenu des difficultés qu'ils avaient rencontrées. Ce rapport ne consacre qu'une seule phrase concernant l'escarmouche avec les Amérindiens.

## La Free Emigrant Road

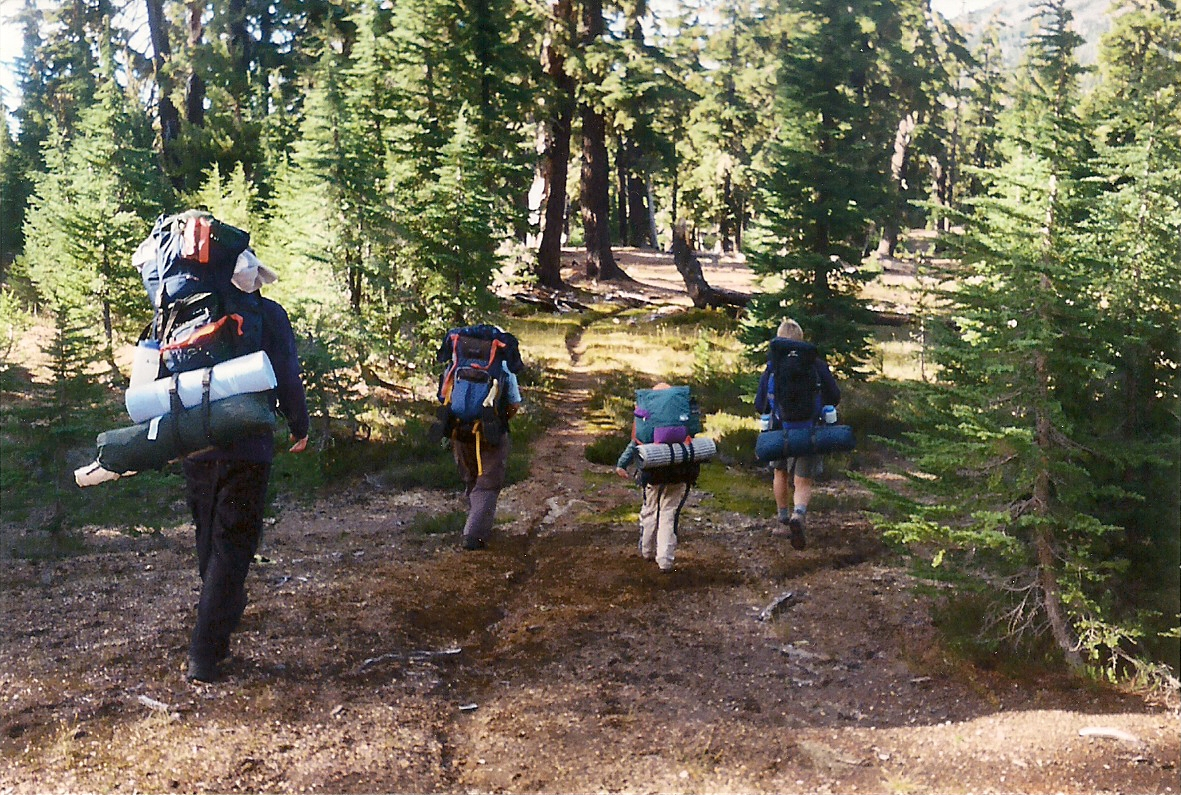
Randonneurs sur la Free Emigrant Road, près du pic Diamond

En raison des péages dont devaient s'acquitter les émigrants à certains endroits tels qu'à l'embouchure de la rivière Deschutes et sur la route Barlow, il y avait une forte envie chez les commissaires de la voirie - William Macy, Thomas C, et Asahel Spencer - de rendre gratuit le péage de la nouvelle route. Un appel aux dons fut envoyé et, une fois l'argent collecté, un contrat fut donné à un certain Dr Robert Alexander afin de construire la route.
Au fil du temps, de nombreux problèmes surgirent concernant la construction de cette route. R. M. Walker fut embauché pour marquer la route, mais en 1853, il y eut de lourdes et inhabituelles chutes de neige, et Walker fut incapable de marquer la route près de la crête des Cascades. Il rentra chez lui sans rien dire à personne, et lorsque les ouvriers travaillant sur la route furent à court de marques, ils rentrèrent eux aussi à la maison. Plusieurs semaines s'écoulèrent avant la poursuite des travaux. Enfin, une équipe constituée de 10 personnes fut envoyée pour terminer la route. La construction se fit en toute hâte jusqu'au moment où ils atteignirent une branche de la rivière Deschutes.
La construction de la Free Emigrant Road consistait essentiellement à une opération d'abattage d'arbres. De nombreuses billes furent laissées sur la route et les émigrants durent eux-mêmes les enlever afin de continuer leur chemin.

## L'émigration de 1853
Alors que les émigrants se dirigeaient vers l'ouest au cours de l'été 1853, certains colons provenant de la vallée de la Willamette allaient vers l'est. Parmi eux se trouvaient Elijah Elliott et Robert Tandy. Elliott, qui avait fait partie des donateurs soutenant le projet de la nouvelle route, allait jusqu'à Fort Boise afin de rejoindre sa femme et ses enfants qui étaient parmi les émigrants de 1853. Avant de partir, des promoteurs de la nouvelle route avaient chargé Elliott de mener un convoi de chariots en empruntant le Meek Cutoff, et de traverser Harney Basin jusqu'à la rivière Deschutes pour ensuite franchir les Cascades en utilisant la nouvelle Free Emigrant Road.
Elliott voyagea vers l'est, mais pas sur la nouvelle route. Il était probablement au courant que les Amérindiens avaient attaqué les Road Viewers l'année précédente, il emprunta donc la route Barlow et la piste établie de l'Oregon jusqu'à ce qu'il fût en mesure de localiser sa famille près de Fort Boise. Elliott retourna ensuite vers un lieu connu aujourd'hui sous le nom de Vale, là où commençait le Cutoff qui longeait la rivière Malheur. Ce fut à cet endroit qu'il prit sa nouvelle mission avec enthousiasme. Au moment où il fut prêt à se lancer dans cette aventure, il y avait environ 100 chariots prêts à le suivre. Sur une période de deux semaines, d'autres chariots suivirent et le décompte final atteignit le nombre de 250 chariots transportant 1 027 personnes.
Le Cutoff permettait de gagner 210 km lorsque l'on se rendait à divers endroits de la haute vallée de la Willamette. En dépit de cela, de nombreux émigrants étaient conscients qu'il s'agissait d'une décision risquée. On ne savait rien sur l'état des routes, sur l'herbe pour le bétail ou sur les sources d'eau. Malheureusement, la tendance pour les plus démunis était de prendre le risque parce qu'ils avaient peu de provisions et que, l'automne approchant, ils ne voulaient pas se faire attraper sur le mauvais côté de la montagne. L'histoire de l'expédition Donner, bien qu'ayant eu lieu sept ans auparavant, était présente dans tous les esprits.
La première étape du voyage fut rude. Ils furent en mesure de suivre la rivière Malheur que sur les premiers kilomètres seulement, ils furent par la suite contraints de suivre divers cours d'eau et de voyager sur les hauteurs afin d'éviter les canyons. La route était rocheuse et escarpée par endroits. Les ornières des chariots de Meek les conduisirent finalement dans la vallée Harney où Elliott choisit un terrain de campement en bordure de la rivière Silvies (en), située près de l'actuelle ville de Burns.
Il y a deux grands lacs à Harney Basin: Les lacs Malheur et Harney. Tous deux contiennent de l'alcali et se rejoignent quasiment en raison d'importantes précipitations. En 1845, Meek tourna vers l'ouest et longea les rives nord de ces lacs. Mais, lorsqu'Elliott et ses chariots entrèrent à Harney Basin, deux de ses éclaireurs continuèrent leur route et s'approchèrent de Wright's Point, un plateau de premier plan dans la région. À cet endroit, ils rencontrèrent des indiens et furent contraints de faire marche arrière. Avec cette confrontation à l'esprit et la mémoire de l'escarmouche du Road Viewer survenue l'année précédente, et dans la même zone, il y avait une certaine réticence à prendre la route directe vers l'ouest. Après de longues délibérations, ils décidèrent finalement d'aller vers l'est et d'emprunter le long chemin autour des lacs.
Le prix payé par le convoi de chariots pour cette décision fut le prolongement du voyage d'environ cinq ou six jours supplémentaires dans des conditions difficiles. Les émigrants n'avaient déjà plus ou peu de provisions et durent se résoudre à manger leur bétail. La raison donnée par Elliott pour sa décision était d'éviter l'eau polluée - il ne mentionna pas les guerriers indiens - mais l'eau du lac n'était pas potable et il y avait encore de longs trajets jusqu'à l'eau douce. Les fidèles d'Elliott atteignirent un point de rupture et au moment où ils arrivèrent à l'extrémité ouest des lacs, ils commencèrent à attacher les languettes des chariots les unes aux autres avec l'intention d'y suspendre M. Elliott. Il y a des histoires contradictoires au sujet de ce qui se passa ensuite, mais il semble que l'épouse d'Elliott ait lancé un appel aux voyageurs en colère et ait désamorcé la crise.

## Le groupe de secours se perd
Pendant qu'Elliott se préparait à conduire le convoi autour des lacs, il décida de former un groupe de secours précédant le convoi et censé lui apporter de l'aide et des provisions. Cette équipe était dirigée par Charles Clark et Robert Tandy, des hommes qui s'étaient déjà installés dans la vallée de la Willamette. Robert Tandy était le frère de William Tandy, l'un des Road Viewers de 1852, mais il n'avait pas prévu de revenir dans l'Oregon lors du mouvement d'émigration de 1853. Si cela avait été le cas, il aurait reçu des informations détaillées de son frère William. Charles Clark retourna aux États-Unis en 1852 pour acquérir des chevaux et revint dans l'Oregon en 1853. L'aventure du Cutoff était une aventure imprévue pour lui aussi.
Deux ans auparavant, lors de leur première émigration, la famille de Charles Clark avait été attaquée par des indiens, un incident connu comme le Massacre de Clark (en). La famille ainsi que ses compagnons de voyage furent attaqués par des Shoshones et une bande de Blancs à barbe rousse. La mère et le frère de Clark furent tués lors de l'escarmouche. En 1853, Clark apporta des pierres tombales dans l'ouest pour les membres de sa famille. Ses pertes étant toujours présentes dans son esprit, il mena le groupe de secours vers le côté sud du lac Malheur et, alors qu'ils remontaient la rivière boueuse que l'on appelait la Rivière Donner und Blitzen (en), Clark aperçut des indiens de l'autre côté. Après avoir pris la décision d'attaquer, il essaya d'enrôler les 7 autres membres, mais ils refusèrent tous de se joindre à lui. Clark fit alors une charge seul, de l'autre côté de la rivière, mais sa jument s'enlisa dans la boue. En restant coincée dans le lit de la rivière, la jument réussit à éviter les tensions entre les émigrants et les Païutes du nord.
Les autres hommes du groupe étaient Pleasant Calvin Noland, Benjamin Franklin « Frank » Owen, Andrew McClure, Job Denning, Charles Long, et James McFarland. Elijah Elliot les envoya avec des rations leur permettant de tenir sept jours mais il leur fallut 40 jours pour atteindre leurs colonies. Le groupe ne savait pas qu'il devait chercher une route remontant la rivière Deschutes, il savait seulement qu'il était censé trouver le Pic Diamond. Lorsqu'il atteignit la rivière Deschutes, il prit le volcan South Sister pour le Pic Diamond, projetant une traversée difficile des montagnes.
Au moment où ils redescendirent la rivière McKenzie pour rejoindre Springfield, ils étaient faméliques, leurs vêtements étaient déchirés, et ils avaient la peau lacérée par les buissons et les ronces qu'ils avaient dû affronter sur le chemin. La dernière semaine de leur voyage, Frank Owen n'avait plus de chaussures et ses pieds avaient été sévèrement coupés par les ronces situées le long de la rivière Mckenzie. Andrew McClure, qui était un homme grand, souffrit davantage du manque de nutrition. Owen, McClure et Tandy arrivèrent quatre jours après les autres. Un groupe de secours provenant des colonies, organisé par Isaac Briggs, l'un des fondateurs de Springfield, partit à leur recherche. Aucun des dix chevaux qui les accompagnaient ne survécut. Trois d'entre eux avaient été mangés et les autres furent abandonnés comme mutilés dans les montagnes. McClure tenait un précieux journal, Owen écrivit d'ailleurs à ce sujet des années plus tard. Au moment où, le 18 octobre 1853, les premiers hommes partis en avant-garde arrivèrent à Springfield, le convoi de chariots avait déjà été découvert par les colons de la vallée de la Willamette.
D'autres groupes abandonnèrent également le convoi pour aller chercher de l'aide. Cinq jeunes hommes suivirent le groupe de Clark à travers les montagnes et rattrapèrent finalement les leaders à peu près au moment où ils atteignirent Springfield. Un autre groupe composé de Joseph Lyman et deux jeunes hommes tentèrent également de partir pour chercher de l'aide. Ils furent incapables de traverser les montagnes, mangèrent leurs trois chevaux et suivirent la rivière Deschutes jusqu'à Dalles, lieu qu'ils atteignirent le 1er novembre 1853. Joseph pu enfin rejoindre sa famille à Salem le 8 novembre 1853. Jusqu'alors, sa famille le croyait mort dans les montagnes.

## Découverte du convoi perdu
Les colons de la haute vallée de la Willamette se demandaient ce qu'Elliott et ses chariots étaient devenus. Les émigrants qui étaient arrivés par la piste traditionnelle de l'Oregon rapportèrent les avoir vus prendre le Cutoff, mais ils avaient des semaines de retard. Pendant ce temps, la première vague de chariots, qui atteignait le nombre de 150, parvint à la rivière Deschutes à Bend, Oregon. Ils envoyèrent des éclaireurs afin de localiser la route alors que les émigrants tout juste arrivés à la rivière se remettaient de leur longue traversée du désert. Aux alentours du 6 octobre 1853, un groupe d'éclaireurs dirigé par Snyder Saylor trouva l'endroit où les personnes qui avaient construit la route avaient achevé les travaux. L'information concernant la découverte de cette nouvelle route retourna jusqu'à Bend où les chariots attendaient. Alors que les gens se préparaient à aller en direction du sud pour rejoindre la route, quelques hommes tentèrent de partir avant afin d'alerter les colons de leur arrivée. Le 16 octobre, un homme nommé Martin Blanding se mit en route avant les autres, bien qu'il fût complètement dépourvu de provisions et très faible physiquement. Sa vieille jument donna naissance à un poulain mort-né, il le faisait cuire sur un feu tard dans la nuit, près du "Butte Disappointment" (en) lorsque les colons aperçurent la fumée et partirent pour en savoir davantage. Le premier à le trouver était un garçon âgé de 13 ans qui s'appelait David Cleveland Mathews. M. Blanding leur parla du convoi de chariots et cette nuit-là, les colons propagèrent rapidement la nouvelle. Dès le lendemain, les chariots chargés de provisions se dirigeaient vers la Free Emigrant Road pour aller à la rencontre du convoi de chariots qui s'était égaré. Bon nombre de colons en provenance des comtés de Lane, Linn, et Benton chargèrent des chevaux et des chariots en provisions, et selon des lettres contemporaines adressées au Statesman Journal, cet approvisionnement de secours était transporté par 94 animaux et 23 chariots pleins. Il y avait environ 20 000 livres de farine, "avec lard, pommes de terre, oignons, sel, et sucre, ainsi que 290 têtes de bétail destinés à travailler ou à fournir de la viande de bœuf, qui pourraient être utilisés pour tirer les chariots ou en guise de nourriture." Tous les efforts furent réalisés afin de ramener en toute sécurité les émigrants à destination. Lorsque ces derniers arrivèrent, la population de la haute vallée de la Willamette doubla quasiment.

## L'émigration de 1854
En 1854, on essaya d'utiliser une nouvelle fois la Free Emigrant Road. William Macy, qui était à la tête des Road Viewers en 1852 et qui faisait partie des commissaires de la Voirie en 1853, fut engagé pour une somme de 1 000 $ dans le but de faire, en substance, ce qu’Eliott avait fait en 1853. Cependant, Macy connaissait plus l'itinéraire et l'utilisait pour voyager dans les deux sens. Lorsqu'il revint avec les émigrants, il prit la route la plus courte au nord des lacs, raccourcit la distance dans le centre de l'Oregon, en évitant la montagne appelée Waggontire Mountain, et descendit la rivière Crooked jusqu'à la rivière Deschutes, fournissant davantage d'eau aux émigrants assoiffés. Macy ramena un convoi de 121 chariots et ils rencontrèrent peu de problèmes. Leur groupe était le dernier groupe important d'émigrants à utiliser la Free Emigrant Road jusqu'en 1859.

## Itinéraires historiques
Il y a seize itinéraires historiques reconnus dans l'état de l'Oregon. L'Elliott Cutoff ne figure pas sur la liste officielle car il est représenté par deux pistes distinctes: le Meek Cutoff (en) et la Free Emigrant Road.

## Galerie photographique

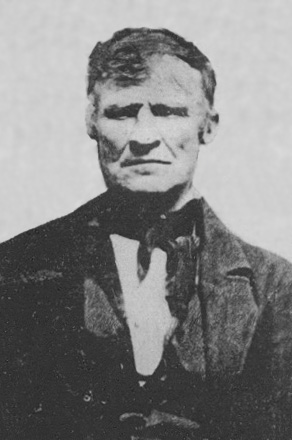
Elijah Elliott (1817-1856).
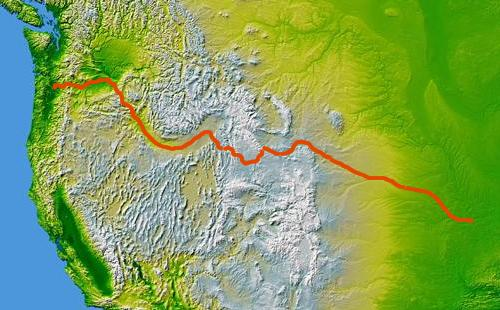
La piste de l'Oregon dans son ensemble.